# Stefano Moreyra
Stefano Moreyra (Reconquista, Santa Fe, Argentina, 19 de septiembre de 2001) es un futbolista argentino que se desempeña como Mediocampista y su equipo actual es Instituto (Cba.) de la Liga Profesional de Fútbol Argentino.

## Trayectoria

### Colón de Santa Fe
Jugó por primera vez el 1 de mayo de 2022 en la derrota 2-0 frente a Arsenal en la Copa de la Liga del mismo año. Su primer partido de titular seria un año más tarde en el empate 1-1 frente a Huracán por la Liga Profesional de ese año.

### Instituto de Córdoba
Tras el descenso del Sabalero a la Primera B Nacional, el jugador fue prestado a La Gloria por un año.

## Estadísticas

### Clubes
| Club                       | Div.          | Temporada     | Liga  | Liga  | Liga   | Copas nacionales | Copas nacionales | Copas nacionales | Copas internacionales | Copas internacionales | Copas internacionales | Total | Total | Total  |
| Club                       | Div.          | Temporada     | Part. | Goles | Asist. | Part.            | Goles            | Asist.           | Part.                 | Goles                 | Asist.                | Part. | Goles | Asist. |
| -------------------------- | ------------- | ------------- | ----- | ----- | ------ | ---------------- | ---------------- | ---------------- | --------------------- | --------------------- | --------------------- | ----- | ----- | ------ |
| Colón (Sta. Fe) Argentina  | 1.ª           | 2022          | 6     | 0     | 0      | -                | -                | -                | -                     | -                     | -                     | 6     | 0     | 0      |
| Colón (Sta. Fe) Argentina  | 1.ª           | 2023          | 23    | 0     | 1      | 3                | 0                | 0                | -                     | -                     | -                     | 26    | 0     | 1      |
| Colón (Sta. Fe) Argentina  | Total club    | Total club    | 29    | 0     | 1      | 3                | 0                | 0                | -                     | -                     | -                     | 32    | 0     | 1      |
| Instituto (Cba.) Argentina | 1.ª           | 2024          | 0     | 0     | 0      | 0                | 0                | 0                | -                     | -                     | -                     | 0     | 0     | 0      |
| Instituto (Cba.) Argentina | Total club    | Total club    | 0     | 0     | 0      | 0                | 0                | 0                | -                     | -                     | -                     | 0     | 0     | 0      |
| Total carrera              | Total carrera | Total carrera | 29    | 0     | 1      | 3                | 0                | 0                | -                     | -                     | -                     | 32    | 0     | 1      |
| 1.                         |               |               |       |       |        |                  |                  |                  |                       |                       |                       |       |       |        |